# Nonea karsensis
Nonea karsensis är en strävbladig växtart som beskrevs av M. Popov. Nonea karsensis ingår i släktet nonneor, och familjen strävbladiga växter. Inga underarter finns listade i Catalogue of Life.